# جک استیسی
جک ویلیام استیسی بازیکن حرفه‌ای فوتبال اهل انگلستان است که در حال حاضر برای باشگاه فوتبال بورنموث، از باشگاه‌های حاضر در چمپیونشیپ، به میدان می‌رود.
استیسی در براکنل زاده شد و در تیم‌های پایه باشگاه فوتبال ریدینگ به فعالیت مشغول گشت.